# Alliance Indenié d'Abengourou
Maillots
L'Alliance Indenié d'Abengourou est un club ivoirien de football basé à Abengourou.